# Sakmara
Sakmara (baškirsky Һаҡмар, rusky Сакмара) je řeka v Baškortostánu a v Orenburské oblasti v Rusku. Je 798 km dlouhá. Povodí má rozlohu 30 200 km².

## Průběh toku
Pramení na svazích horského hřbetu Uraltau. Na horním toku teče v široké horské dolině směrem na jih. Poté obtéká Zilairskou planinu v hluboké soutěsce a obrací se na západ. Ústí zprava do Uralu (povodí Kaspického moře).

### Přítoky
- zprava – Zilair, Velký Ik, Salmyš

## Vodní režim
Zdrojem vody jsou převážně sněhové srážky. Průměrný roční průtok vody ve vzdálenosti 55 km od ústí činí 144 m³/s. Zamrzá v listopadu a rozmrzá v dubnu.

## Využití
Na dolním toku je možná vodní doprava. Na řece leží město Kuvandyk a poblíž ústí už na řece Ural leží město Orenburg.